# Muleque Té Doido!
Muleque Té Doido é longa metragem brasileiro, lançado no Maranhão e em alguns estados do Nordeste. Idealizado pelo diretor cinematográfico maranhense Erlanes Duarte, que dirigiu o longa e dividiu roteiro, produção e distribuição com a cineasta Rafaela Gonçalves Muleque Té Doido teve um público satisfatório nos cinemas de todo o Maranhão. O filme também foi exibido em outros estados do Nordeste e Sudeste, onde também a parcela de público ficou na média. O filme é um dos longa metragens mais bem sucedidos e conhecidos feito no estado Maranhão.

## Sinopse
Guida, Nikima, Erlanes e Sorriso são amigos e formam uma banda, que ainda está em busca do sucesso no ramo da música. Por acaso, encontram um misterioso mapa que leva a um tesouro escondido na ilha de São Luís do Maranhão. Paralelamente, uma monstruosa cobra gigante ameaça a cidade e a sobrevivência dos habitantes da capital. Pois segundo a lenda, se a cobra encontrar sua cauda, juntará todas as suas forças e destruirá toda a cidade de São Luís. Agora a cidade e os moradores, dependem da coragem do grupo para salva-los.

## Elenco
| Ator/Atriz     | Personagem     |
| -------------- | -------------- |
| Erlanes Duarte | Erlanes        |
| Júnior André   | Guida Gue Vara |
| Nikima El Mago | Nikima         |
| Marcos Santos  | Sorriso        |